# Celio Roncancio González
Celio Roncancio González (Manizales, 12 de març de 1966 - Ídem, 8 de juny de 2014) va ser un ciclista colombià, professional del 1997 al 2000. Del seu palmarès destaca el Campionat nacional en ruta de 1996.

## Palmarès
- 1989
  - Vencedor d'una etapa a la Volta a Colòmbia
- 1994
  - Vencedor d'una etapa a la Volta a Colòmbia
- 1996
  -  Campió de Colòmbia en ruta

### Resultats a la Volta a Espanya
- 1988. 59è de la classificació general

### Resultats al Giro d'Itàlia
- 1996. 51è de la classificació general